# Сертифікат якості
Сертифіка́т я́кості — в Україні як правило цей термін використовують замість сертифікату відповідності (що є невірним тлумаченням поняття, котре вводить багатьох в оману), однак згідно з українським законодавством існує також і власне сертифікат якості, хоч чіткого визначення йому в нормативних документах не дається. 
Виходячи з випадків використання цього терміна в українському законодавстві можна стверджувати, що сертифікат якості — це письмовий документ, складений у довільній формі та виданий виробником товару (продукції), щоб підтвердити відповідність виробленого ним товару (продукції) вимогам, які висуваються до якості такого товару (продукції).
Поняття сертифікат якості (виробника) тотожний поняттю паспорт якості (виробника) - це документ, що містить дані для ідентифікації та фактичні значення показників якості продукції виробника, отримані в результаті лабораторних випробувань, а також інформацію про їх відповідність вимогам нормативних документів. Також паспорт якості містить відмітку проходження перевірки відділом з контролю якості (ВТК) підприємства виробника на відповідність фактичних параметрів отриманих в результаті лабораторних випробувань нормативним документам (ДСТУ, ГОСТ, ТУ, тощо).